# Солнечная энергетика
Солнечная энергетика — направление альтернативной энергетики, основанное на использовании энергии солнечного излучения.
Солнечная энергетика использует Солнце, возобновляемый источник энергии, и является «экологически чистой», то есть не производящей вредных отходов во время активной фазы использования. Производство энергии с помощью солнечных электростанций хорошо согласовывается с концепцией распределённого производства энергии.
Гелиотермальная энергетика — нагревание поверхности, поглощающей солнечные лучи, и последующее распределение и использование тепла (фокусирование солнечного излучения на сосуде с водой или солью для последующего использования нагретой воды для отопления, горячего водоснабжения или в паровых электрогенераторах).
Получение электроэнергии за счёт преобразования солнечного света называется солнечной генерацией. В 2024 году с помощью солнечных батарей в мире было произведено 2000 TWh электроэнергии, что составило 7% от общей произведённой электроэнергии в мире. В 2023 году солнечная генерация произвела 5% электроэнергии в мире. В июне 2025 года солнечная генерация произвела 22.1% электроэнергии в странах ЕС, впервые превысив генерацию атомных электростанций.

## Земные условия
Поток солнечного излучения, проходящий через площадку в 1 м², расположенную перпендикулярно потоку излучения на расстоянии одной астрономической единицы от центра Солнца (на входе в атмосферу Земли), равен 1367 Вт/м² (солнечная постоянная). Из-за поглощения, при прохождении атмосферной массы Земли, максимальный поток солнечного излучения на уровне моря (на Экваторе) — 1020 Вт/м². Однако среднесуточное значение потока солнечного излучения через единичную горизонтальную площадку как минимум в π раза меньше (из-за смены дня и ночи и изменения угла солнца над горизонтом). Зимой в умеренных широтах это значение в два раза меньше.
Возможная выработка энергии уменьшается из-за глобального затемнения — уменьшения потока солнечного излучения, доходящего до поверхности Земли.

## Достоинства и недостатки

### Достоинства
- Перспективность, доступность и неисчерпаемость источника энергии в условиях постоянного роста цен на традиционные виды энергоносителей.
- Теоретически полная безопасность для окружающей среды, хотя существует вероятность того, что повсеместное внедрение солнечной энергетики может изменить альбедо (характеристику отражательной (рассеивающей) способности) земной поверхности и привести к изменению климата (однако при современном уровне потребления энергии это крайне маловероятно).

### Недостатки
- Зависимость от погоды и времени суток[5].
- Сезонность в средних широтах и несовпадение периодов выработки энергии и потребности в энергии; нерентабельность в высоких широтах, необходимость аккумуляции энергии.
- При промышленном производстве — необходимость дублирования солнечных энергетических установок традиционными сопоставимой мощности.
- Высокая стоимость конструкции, связанная с применением редких элементов (к примеру, индий и теллур).
- Необходимость периодической очистки, отражающей/поглощающей поверхности от загрязнения.
- Нагрев атмосферы над электростанцией.
- Необходимость использования больших площадей[5].
- Старение фотоэлементов[6]
- Сложность производства и утилизации самих фотоэлементов в связи с содержанием в них ядовитых веществ, например, свинец, кадмий, галлий, мышьяк и т. д.[5].
- Из-за низкой эффективности преобразования солнечной энергии в электричество (к. п. д. не более 30%) большая часть солнечной энергии идут на нагрев солнечных батарей, температура которых достигает 50—70 °C.[7].

## История
| Годовая выработка электроэнергии в мире на СЭС | Годовая выработка электроэнергии в мире на СЭС | Годовая выработка электроэнергии в мире на СЭС | Годовая выработка электроэнергии в мире на СЭС |
| Год                                            | Энергия ГВт·ч                                  | Годовой прирост                                | Доля от всей                                   |
| ---------------------------------------------- | ---------------------------------------------- | ---------------------------------------------- | ---------------------------------------------- |
| 2004                                           | 2,6                                            | ―                                              | 0,01 %                                         |
| 2005                                           | 3,7                                            | 42 %                                           | 0,02 %                                         |
| 2006                                           | 5,0                                            | 35 %                                           | 0,03 %                                         |
| 2007                                           | 6,8                                            | 36 %                                           | 0,03 %                                         |
| 2008                                           | 11,4                                           | 68 %                                           | 0,06 %                                         |
| 2009                                           | 19,3                                           | 69 %                                           | 0,10 %                                         |
| 2010                                           | 31,4                                           | 63 %                                           | 0,15 %                                         |
| 2011                                           | 60,6                                           | 93 %                                           | 0,27 %                                         |
| 2012                                           | 96,7                                           | 60 %                                           | 0,43 %                                         |
| 2013                                           | 134,5                                          | 39 %                                           | 0,58 %                                         |
| 2014                                           | 185,9                                          | 38 %                                           | 0,79 %                                         |
| 2015                                           | 253,0                                          | 36 %                                           | 1,05 %                                         |
| 2016                                           | 301,0                                          | 33 %                                           | 1,3 %                                          |

В 1985 году все установленные мощности мира составляли 0,021 ГВт.
В 2005 году производство фотоэлементов в мире составляло 1,656 ГВт.
На начало 2010 года общая мировая мощность фотоэлементной солнечной энергетики составляла лишь около 0,1 % общемировой генерации электроэнергии. В  2010-х годах ежегодный прирост энергетики составлял в среднем около 50 %.
В 2000-2010-х годах в качестве особого вида станций гелиотермальной энергетики было принято выделять солнечные системы концентрирующего типа (CSP — Concentrated solar power). В этих установках энергия солнечных лучей с помощью системы линз и зеркал фокусируется в концентрированный луч света, этот луч используется как источник тепловой энергии для нагрева рабочей жидкости. К 2020-м годам солнечная энергетика перешла главным образом на генерацию электричества с помощью солнечных батарей.
В середине 2011 года в фотоэлектрической промышленности Германии было занято более 100 тысяч человек. В солнечной энергетике США работали 93,5 тысяч человек.
В 2012 году общая мощность мировых гелиоэнергетических установок выросла на 31 ГВт, превысив 100 ГВт.
Крупнейшие производители фотоэлементов в 2012 году, МВт:
1. Yingli — 2300;
2. First Solar — 1800;
3. Trina Solar — 1600;
4. Canadian Solar — 1550;
5. Suntech — 1500;
6. Sharp — 1050;
7. Jinko Solar — 900;
8. SunPower — 850;
9. REC Group — 750;
10. Hanwha SolarOne — 750.

В 2013 году глобально было установлено 39 ГВт фотоэлектрических мощностей. В результате общая мощность фотоэлектрических установок на начало 2014 года оценивалась в 139 ГВт.
Лидером по установленной мощности является Евросоюз, среди отдельных стран — Китай. По совокупной мощности на душу населения лидер — Германия.
В 2010 году 2,7 % электроэнергии Испании было получено из солнечной энергии.
В 2011 году около 3 % электроэнергии Италии было получено из фотоэлектрических установок.
В декабре 2011 года на Украине завершено строительство последней, пятой, 20-мегаваттной очереди солнечного парка в Перово, в результате чего его суммарная установленная мощность возросла до 100 МВт. Солнечный парк Перово в составе пяти очередей стал крупнейшим парком в мире по показателям установленной мощности. За ним следуют канадская электростанция Sarnia (97 МВт), итальянская Montalto di Castro (84,2 МВт) и немецкая Finsterwalde (80,7 МВт). Замыкает мировую пятёрку крупнейших фотоэлектрических парков — 80-мегаваттная электростанция Охотниково в Сакском районе Крыма.
В 2018 г. Саудовская Аравия заявила о намерении построить крупнейшую в мире солнечную электростанцию мощностью 200 ГВт.
В 2020 году общая установленная мощность всех работающих солнечных панелей на Земле составила 760 ГВт.. В 2019 году общая установленная мощность всех работающих солнечных панелей на Земле составила 635 ГВт; в том году работающие солнечные панели на Земле всего произвели 2,7 % мировой электроэнергии.

### Перспективы солнечной электроэнергетики
Полученная на основе солнечного излучения энергия гипотетически сможет к 2050 году обеспечить 20—25 % потребностей человечества в электричестве и сократит выбросы углекислоты. По данным Международного энергетического агентства, к середине XXI века при соответствующем уровне распространения передовых технологий будет вырабатывать около 9 тысяч ТВ·ч, или 20—25 % всего необходимого электричества, что обеспечит сокращение выбросов углекислого газа на 6 млрд тонн ежегодно.

## Экономика солнечной энергетики

### Себестоимость
Типичные факторы стоимости для солнечной энергии для случая фотовольтоники включают стоимость модулей, конструкций для их размещения, проводки, инверторов, стоимости рабочей силы, любой земли, которая может потребоваться, подключение к сети, техническое обслуживание и масштабы солнечную инсоляцию, которую место установки СЭС.
Фотоэлектрические системы не используют топливо, а срок службы модулей обычно составляет от 25 до 40 лет. Таким образом, первоначальные капитальные и финансовые затраты составляют от 80 до 90 % стоимости солнечной энергии.

### Цены на установку мощностей
Расходы на солнечные модули высокой мощности со временем значительно снизились. В США, начиная с 1982 года стоимость за кВт составляла примерно 27 000 $, а в 2006 году стоимость снизилась примерно до 4000 $/кВт. Фотоэлектрическая система в 1992 году стоила примерно 16 000 $/кВт, а в 2008 году она упала примерно до 6000 $/кВт.
В 2021 году в США солнечная энергия для жилых домов стоила от 2 до 4 $ за ватт (но солнечная черепица стоила значительно больше), а стоимость солнечных батарей в установках, обслуживающих коммунальные нужды составляла около 1 $/Вт.

### Зависимость производительности от местоположения станции
Производительность солнечной энергии в регионе зависит от солнечной радиации, которая меняется в течение дня и года и зависит от широты и климата. Выходная мощность фотоэлектрической системы также зависит от температуры окружающей среды, скорости ветра, солнечного спектра, местных условий загрязнения и других факторов.
Энергия ветра на суше, как правило, является самым дешёвым источником электроэнергии в Северной Евразии, Канаде, некоторых частях Соединённых Штатов и Патагонии в Аргентине, тогда как в других частях мира в основном используется солнечная энергия (или реже комбинация ветра, солнца и других видов энергия с низким содержанием углерода.
Места с наибольшей годовой солнечной радиацией находятся в засушливых тропиках и субтропиках. Пустыни, лежащие в низких широтах, обычно имеют мало облаков и могут получать солнечный свет более десяти часов в день.

## Освещение зданий
С помощью солнечного света можно освещать помещения в дневное время суток. Для этого применяются световые колодцы. Простейший вариант светового колодца — отверстие в потолке юрты. Световые фонари применяются для освещения помещений, не имеющих окон: подземные гаражи, станции метро, промышленные здания, склады, тюрьмы и т. д. Световой колодец диаметром 300 мм способен освещать площадь 8 м². Один колодец позволяет в европейских условиях предотвратить ежегодный выброс в атмосферу до 7,4 тонн СО2. Световые колодцы с оптоволокном разработаны в 2004 году в США. В верхней части такого колодца применяются параболические коллекторы. Применение солнечных колодцев позволяет сократить потребление электроэнергии, в зимнее время — сократить дефицит солнечного света у людей, находящихся в здании.

## Солнечная термальная энергетика
Солнечная энергия широко используется как для нагрева воды, так и для производства электроэнергии. Солнечные коллекторы производятся из доступных материалов: сталь, медь, алюминий и т. д., то есть без применения дефицитного и дорогого кремния. Это позволяет значительно сократить стоимость оборудования, и произведённой на нём энергии. В настоящее время именно солнечный нагрев воды является самым эффективным способом преобразования солнечной энергии.
В 2001 году стоимость электроэнергии, полученной в солнечных коллекторах составляла 0,09—0,12 $ за кВт·ч. Департамент энергетики США прогнозирует, что стоимость электроэнергии, производимой солнечными концентраторами снизится до 0,04—0,05 $ к 2015—2020 годам.
В 2007 году в Алжире началось строительство гибридных электростанций. В дневное время суток электроэнергия производится параболическими концентраторами, а ночью из природного газа.
На начало 2010 года общая мировая мощность солнечной термальной энергетики (концентраторных солнечных станций) достигла одного гигаватта. К 2020 году страны Евросоюза планируют построить 26,3 ГВт солнечных термальных мощностей.

## Солнечная кухня
Солнечные коллекторы могут применяться для приготовления пищи. Температура в фокусе коллектора достигает 150 °С. Такие кухонные приборы могут широко применяться в развивающихся странах. Стоимость материалов необходимых для производства простейшей «солнечной кухни» составляет $3—$7.
Традиционные очаги для приготовления пищи имеют термическую эффективность около 10 %. В развивающихся странах для приготовления пищи активно используются дрова. Использование дров для приготовления пищи приводит к массированной вырубке лесов и вреду для здоровья. Например, в Индии от сжигания биомассы ежегодно поступает в атмосферу более 68 млн т СО2. В Уганде среднее домохозяйство ежемесячно потребляет 440 кг дров. Домохозяйки при приготовлении пищи вдыхают большое количество дыма, что приводит к увеличению заболеваемости дыхательных путей. По данным Всемирной организации здравоохранения в 2006 году в 19 странах южнее Сахары, Пакистане и Афганистане от заболеваний дыхательных путей умерло 800 тысяч детей и 500 тысяч женщин.
Существуют различные международные программы распространения солнечных кухонь. Например, в 2008 году Финляндия и Китай заключили соглашение о поставках 19 000 солнечных кухонь в 31 деревню Китая. Это позволит сократить выбросы СО2 на 1,7 млн т в 2008—2012 годах. В будущем Финляндия сможет продавать квоты на эти выбросы

## Использование солнечной энергии в химическом производстве
- Израильский Weizmann Institute of Science в 2005 году испытал технологию получения неокисленного цинка в солнечной башне. Оксид цинка в присутствии древесного угля нагревался зеркалами до температуры 1200 °С на вершине солнечной башни. В результате процесса получался чистый цинк. Далее цинк можно герметично упаковать и транспортировать к местам производства электроэнергии. На месте цинк помещается в воду, в результате химической реакции получается водород и оксид цинка. Оксид цинка можно ещё раз поместить в солнечную башню и получить чистый цинк. Технология прошла испытания в солнечной башне канадского Institute for the Energies and Applied Research.
- Швейцарская компания Clean Hydrogen Producers (CHP) разработала технологию производства водорода из воды при помощи параболических солнечных концентраторов. Площадь зеркал установки составляет 93 м². В фокусе концентратора температура достигает 2200 °С. Вода начинает разделяться на водород и кислород при температуре более 1700 °С. За световой день 6,5 часов (6,5 кВт·ч/м²) установка CHP может разделять на водород и кислород 94,9 литров воды. Производство водорода составит 3800 кг в год (около 10,4 кг в день)/ В свою очередь, водород может использоваться для производства электроэнергии или в качестве топлива на транспорте.

## Солнечный транспорт
Фотоэлектрические элементы могут устанавливаться на различных транспортных средствах: лодках, электромобилях и гибридных автомобилях, самолётах, дирижаблях и т. д.
Фотоэлектрические элементы вырабатывают электроэнергию, которая используется для бортового питания транспортного средства или для электродвигателя электрического транспорта.
В Италии и Японии фотоэлектрические элементы устанавливают на крыши железнодорожных поездов. Они производят электричество для кондиционеров, освещения и аварийных систем.
Компания Solatec LLC продаёт тонкоплёночные фотоэлектрические элементы для установки на крышу гибридного автомобиля Toyota Prius. Тонкоплёночные фотоэлементы имеют толщину 0,6 мм, что никак не влияет на аэродинамику автомобиля. Фотоэлементы предназначены для зарядки аккумуляторов, что позволяет увеличить пробег автомобиля на 10 %.
В 1981 году лётчик Paul Beattie MacCready совершил полёт на самолёте Solar Challenger, питающемся только солнечной энергией, преодолев расстояние в 258 км со скоростью 48 км/ч. В 2010 году солнечный пилотируемый самолёт Solar Impulse продержался в воздухе 24 часа. Военные испытывают большой интерес к беспилотным летательным аппаратам (БПЛА) на солнечной энергии, способным держаться в воздухе чрезвычайно долго — месяцы и годы. Такие системы могли бы заменить или дополнить спутники.